# 東方植民
東方植民（とうほうしょくみん、ドイツ語: Ostsiedlung）は、12世紀から14世紀、エルベ 、ザーレ両川以東の地への神聖ローマ帝国の西部ドイツ人や騎士修道会による植民。後に、神聖ローマ帝国とドイツ騎士団領土の拡大に続く。エルベ以東の地方は、民族大移動前ゲルマン人の居住地域であったが、その後スラブ人により占拠された。
現在のエストニア、スロベニアやトランシルヴァニアの地域。
とくに、ドイツ騎士団は先住民のキリスト教化を理由にバルト海東南沿岸地域で軍事的性格の濃い植民を推し進め、のちのプロイセンのもとになる大規模な領土を獲得した。

## 概要
民族移動後のゲルマン人の定住地域の東境は、ほぼエルベ川とその支流ザーレ川、ボヘミアの森とバイエルン境を連ねる線であり、それ以東はスラブ人の居住地であった。10世紀以降、この地域のキリスト教会が精力的に活動を行い、多数の司教座が建設された。
同時代の西欧には、東方植民以外にもレコンキスタや十字軍運動のような大量移動現象があった。
その背景には9世紀以降の農業技術の進化による人口増加による西欧世界の膨張、領主同士の抗争によって敗北した騎士層や逃亡農民が東方植民の担い手になったという事情があった。
領邦諸侯や騎士団は、実際の植民事業の遂行をロカトールとよばれる請負人にゆだねた。ロカトールは、ドイツ本国において植民者を募集し、彼らを率いて植民村落の建設を行った。ロカトールは村長として裁判権などの特権を賦与され、村民から地代を徴収して、領主である諸侯や騎士団に納めた。植民地域の建設都市のうち、バルト海沿岸の海港都市や比較的大きな商業都市のように、ハンザ都市その他本国の都市が母都市となり、母都市の商人団が娘都市（Tochterstadt）を建設したものもあるが、内陸の中・小都市の多くは、植民村落の場合と類似の方法で、ロカトールの請負により建設された。

## 歴史

### テッラ・マリアナ、ブランデンブルク、メクレンブルク、ポメレリア
テッラ・マリアナ（中世リヴォニア、現エストニア、ラトビア）はリヴォニア十字軍の後に植民された。
ブランデンブルク辺境伯のアルブレヒト1世はブランデンブルクの獲得に成功した。
1164年にザクセン公のハインリヒ3世はメクレンブルクの領土を得た。1181年、フリードリヒ1世皇帝の時にメクレンブルクとポメレリア（現ポーランド）は神聖ローマ帝国となる。

### ドイツ騎士団国
1226年、ポーランドのコンラト1世 (マゾフシェ公)は異教徒プルーセン人に対する征討と教化に手を焼いて、クルムラント領有権と引き換えに当時ハンガリーにいたドイツ騎士団を招聘した。騎士団はプロイセンを征服、騎士団国領となった。
13世紀、全ヨーロッパを震撼させたモンゴルのヨーロッパ侵攻で。グレゴリウス9世は、全キリスト教徒に対し、異教徒襲来と戦うべしという詔書を発し
た。騎士修道会は防衛をするよう命じられる。
モンゴルのポーランド侵攻とポーランドの内戦も東方植民を進めた。国王による都市化促進政策の一環として、ユダヤ人もドイツ商人と一緒に招聘された。
植民地各地でドイツ都市法のマクデブルク法が採用され、東方植民の目的として都市や工房を建設、各地に市を形成し国の近代化が遂行された。
1308年、ポメレリアまで領地を拡大した。
1346年、デンマーク王は、エストニア王国を騎士団に売却した。

## 関連文献
- Charles Higounet (1911–1988) "Les allemands en Europe centrale et oriental au moyen age"
  - German translation: "Die deutsche Ostsiedlung im Mittelalter"
  - シャルル・イグネ『ドイツ植民と東欧世界の形成』宮島直機 訳、彩流社、1997年（上記文献の日本語訳）。